# 秋田新幹線
秋田新幹線（日语：／ Akita Shinkansen */?）是一條由東日本旅客鐵道（JR東日本）所經營的新幹線路線，屬利用在來線路線進行局部規格升級後改良而成的迷你新幹線等級之路線，連結兩個東北地方主要城市──盛岡市與秋田市，作為東北新幹線的延伸路線，耗資970億日元興建。秋田新幹線的中途停車站包含了雫石、田澤湖、角館和大等站，路線全長127.3公里，其中盛岡到大曲之間路段是與田澤湖線共用路線，而大曲至秋田之間路段則是與奧羽本線共用。受到路線線形影響，列車於秋田至大曲之間的行車方向相反，座位朝向也隨之相反。
秋田新幹線上運行的列車名為小町號（こまち），以E6系車輛營運。小町號在東北新幹線的路段上（東京～盛岡間）與隼號（はやぶさ）重联运行，並在盛岡解编之後單獨駛入秋田新幹線路段。由東京至秋田，全程最短需時3小時37分鐘（小町45號）。

## 歷史
1982年東北新幹線開業後，日本國鐵在田澤湖線和奧羽本線開行盛岡 - 秋田 -青森的特急田澤號，由於可以快速連接首都圈，使盛岡 - 秋田區間運量增加，在此基礎上於1984年展開「新幹線接續在来線提速調查」，1987年三度當選秋田縣知事的佐佐木喜久治將田澤湖線迷你新幹線化作為競選政見，同年JR東日本副社長山之内秀一郎訪問秋田，JR東日本與秋田縣府達成田澤湖線迷你新幹線化共識，設置「秋田・盛岡間在来線高速化推進委員会」。
1990年8月運輸省將田澤湖線和奧羽本線迷你新幹線化經費編入下一年度預算，確定秋田新幹線將進入建設階段。1992年3月13日秋田新幹線在秋田站舉行動工儀式，經過五年的建設後，秋田新幹線於1997年3月22日開通。
- 1997年（平成9年）3月22日－秋田新幹線正式啟用，盛岡－秋田路段全線通車。初期使用5輛編組的E3系列車運行。
- 1998年（平成10年）－E3系列車加掛一個車廂，以6輛編組運行。
- 2001年（平成13年）9月16日－來往盛岡與秋田的累計運量達1000萬人次。
- 2006年（平成18年）
  - 1月5日－由於受到以日本海為中心的大雪影響，通車以來首次全日全線停駛。
  - 2月11日－由於前一日發生小町3號因附近路段雪崩而被困橋上的事件之影響，並為了清除路段的積雪，秋田新幹線第二次全日全線停駛。
  - 3月11日－來往盛岡與秋田的累計運量達2000萬人次。
- 2007年（平成19年）3月18日－所有列車實施全面禁煙。
- 2013年（平成25年）3月16日 - 新的E6系電聯車開始陸續投入營運。
- 2014年（平成26年）3月15日 - 原有的E3系電聯車全部退出營運，全部的列車都是以E6系電聯車營運。

## 運行型態
秋田新幹線上的小町號列車以7輛編成的E6系動車組運營，受到路線線形影響，列車於秋田至大曲之間的行車方向相反，座位朝向也隨之相反不會更改座椅朝向。小町號目前每日有16對列車，在秋田新幹線區間以130km/h的速度運營。

## 事故
- 2012年（平成24年）5月6日，岩手县盛岡市JR盛岡站站厅遭遇雷击而发生號誌故障，导致秋田新干线盛岡至大上下行线路停運。
- 2013年（平成25年）3月2日，由東京駛往秋田的小町25號列車（E3系6輛編組），在秋田县大仙市境內的奧羽本線神宮寺至刈和野路段上，因大雪關係進行降速行駛的狀態下，駕駛員聽到響聲而立刻停車查看，發現列車第一節車廂出軌。此事件造成130名乘客受困車廂中約6小時，之後才以巴士與計程車輸運至目的地秋田，秋田新干线大曲至秋田間的上下行线路也暫時停止行車、以巴士進行接駁，直至3月4日才恢復行車。事後運輸安全委員會派員調查，發現第一節車廂有兩個車軸共四個車輪出軌、偏移約2公分，在最終報告提出前相關單位只表示會將大雪列入可能造成出軌的原因之一，但暫不驟下結論[2][3][4][5]。這是秋田新幹線自1997年開業來第一次脫線事故。
- 2014年（平成26年）6月11日秋田新幹線因撞熊事故，造成「小町1號」與「小町95號」遭延遲約50分鐘，緊急剎車造成約80人受傷[6]。
- 2017年（平成29年）5月23日秋田新幹線的田澤湖線路段發生大幅誤點事故，造成「小町1號 秋田行」延遲20分鐘，「小町12號 東京行」亦延遲10分鐘，誤點原因是因為撞到熊[7]。同年9月16日「小町3號」在大仙與秋田之間又再度因撞熊事故誤點，延遲35分鐘，所幸乘客200人與列車皆安然無恙，但也造成「小町18號」被延遲40分鐘發車，因而共影響約200名乘客[8]。由於秋田新幹線是直接以在來線改建而成，大多是平面路段，不像其他新幹線以高架路段為主，在東北地方的郊外易發生撞擊野生動物的事故，也因此JR東日本需擬定新幹線熊對策來減少獸害事故發生[9]。

## 車站列表
- JR的路線名只限記載該站接續的正式路線名。
- 站名只限顯示秋田新幹線「小町」停靠站，共用相同軌道、車站但只限田澤湖線、奧羽本線的列車停靠站省略。
- 上車人次為東日本旅客鐵道車站。

| 正式路線名 | 中文站名                         | 日文站名                         | 英文站名                         | 東京起計營業距離                 | 盛岡起計營業距離                 | 停車站                               | 接續路線                                                                                  | 所在地                           | 所在地                           |                                  |
| 途經盛岡站直通至東北新幹線東京站 | 途經盛岡站直通至東北新幹線東京站 | 途經盛岡站直通至東北新幹線東京站 | 途經盛岡站直通至東北新幹線東京站 | 途經盛岡站直通至東北新幹線東京站 | 途經盛岡站直通至東北新幹線東京站 | 途經盛岡站直通至東北新幹線東京站     | 途經盛岡站直通至東北新幹線東京站                                                          | 途經盛岡站直通至東北新幹線東京站 | 途經盛岡站直通至東北新幹線東京站 | 途經盛岡站直通至東北新幹線東京站 |
| --- | -------------------------------- | -------------------------------- | -------------------------------- | -------------------------------- | -------------------------------- | ------------------------------------ | ----------------------------------------------------------------------------------------- | -------------------------------- | -------------------------------- | -------------------------------- |
| 田澤湖線 | 盛岡                             |                                  |                                  | 535.3                            | 0.0                              | 全                                   | 東日本旅客鐵道：東北新幹線、■東北本線 ■山田線、■田澤湖線 IGR岩手銀河鐵道：■岩手銀河鐵道線 | 岩手縣                           | 盛岡市                           |                                  |
| 田澤湖線 | 雫石                             |                                  |                                  | 551.3                            | 16.0                             | ▼                                    | 東日本旅客鐵道：■田澤湖線                                                                 | 岩手縣                           | 岩手郡雫石町                     |                                  |
| 田澤湖線 | 田澤湖                           |                                  |                                  | 575.4                            | 40.1                             | ▲                                    | 東日本旅客鐵道：■田澤湖線                                                                 | 秋田縣                           | 仙北市                           |                                  |
| 田澤湖線 | 角館                             |                                  |                                  | 594.1                            | 58.8                             | ▲                                    | 東日本旅客鐵道：■田澤湖線                                                                 | 秋田縣                           | 仙北市                           |                                  |
| 田澤湖線 | 角館                             | 秋田內陸縱貫鐵道：秋田內陸線     |                                  | 594.1                            | 58.8                             | ▲                                    |                                                                                           | 秋田縣                           | 仙北市                           |                                  |
| 田澤湖線 | 大曲                             |                                  |                                  | 610.9                            | 75.6                             | 全                                   | 東日本旅客鐵道：■奧羽本線、■田澤湖線                                                      | 秋田縣                           | 大仙市                           |                                  |
| 奧羽本線 | 大曲                             |                                  |                                  | 610.9                            | 75.6                             | 全                                   | 東日本旅客鐵道：■奧羽本線、■田澤湖線                                                      | 秋田縣                           | 大仙市                           |                                  |
| 秋田 |                                  |                                  | 662.6                            | 127.3                            | 全                               | 東日本旅客鐵道：■奧羽本線、■羽越本線 | 秋田市                                                                                    | 秋田縣                           |                                  |                                  |
| - 停車站…全：所有列車均會停車。 - 停車站…▼：少數班次停車。（雫石：每日往返僅停靠各4班次） - 停車站…▲：多數班次停車。（田澤湖、角館：每日往返各1班次通過） |                                  |                                  |                                  |                                  |                                  |                                      |                                                                                           |                                  |                                  |                                  |

## 列車種類
使用中
「小町號」（こまち，Komachi）
小町號行駛於東京至秋田間，目前在東北新幹線內多與隼號併結行駛，有時也會單獨行駛（東京至盛岡）。
已廢除
「超級小町號」（スーパーこまち，Super Komachi）
2013至2014年間為區別E3及E6系運用而存在的過渡車種。

## 使用車輛
秋田新幹線車輛最初為秋田縣與JR東日本共同設立的第三部門“秋田新幹線車輛保有”所有，並借給JR東日本營運。該公司於2010年3月31日解散，並將擁有的車輛以23.54億日元出售給JR東日本。

### 現在使用車輛
全列車配屬秋田新幹線車輛中心
- E6系：2013至2014年間陸續取代E3系列車，部分班次與E5/H5系併結行駛。。
  - 營運初期為了識別於東北新幹線區間與「疾風」號或「隼」號連結行駛的班次，與「隼」號連結行駛的班次一度「超級小町」號的名義運行。「超級小町」號必以E6系行駛，但E6系並非只行駛「超級小町」號
  - 2014年3月15日全面取代E3系列車後，列車恢復小町號的列車名稱。

### 過去使用車輛
- E3系0番台：2014年3月15日起全面退出秋田新幹線運用。

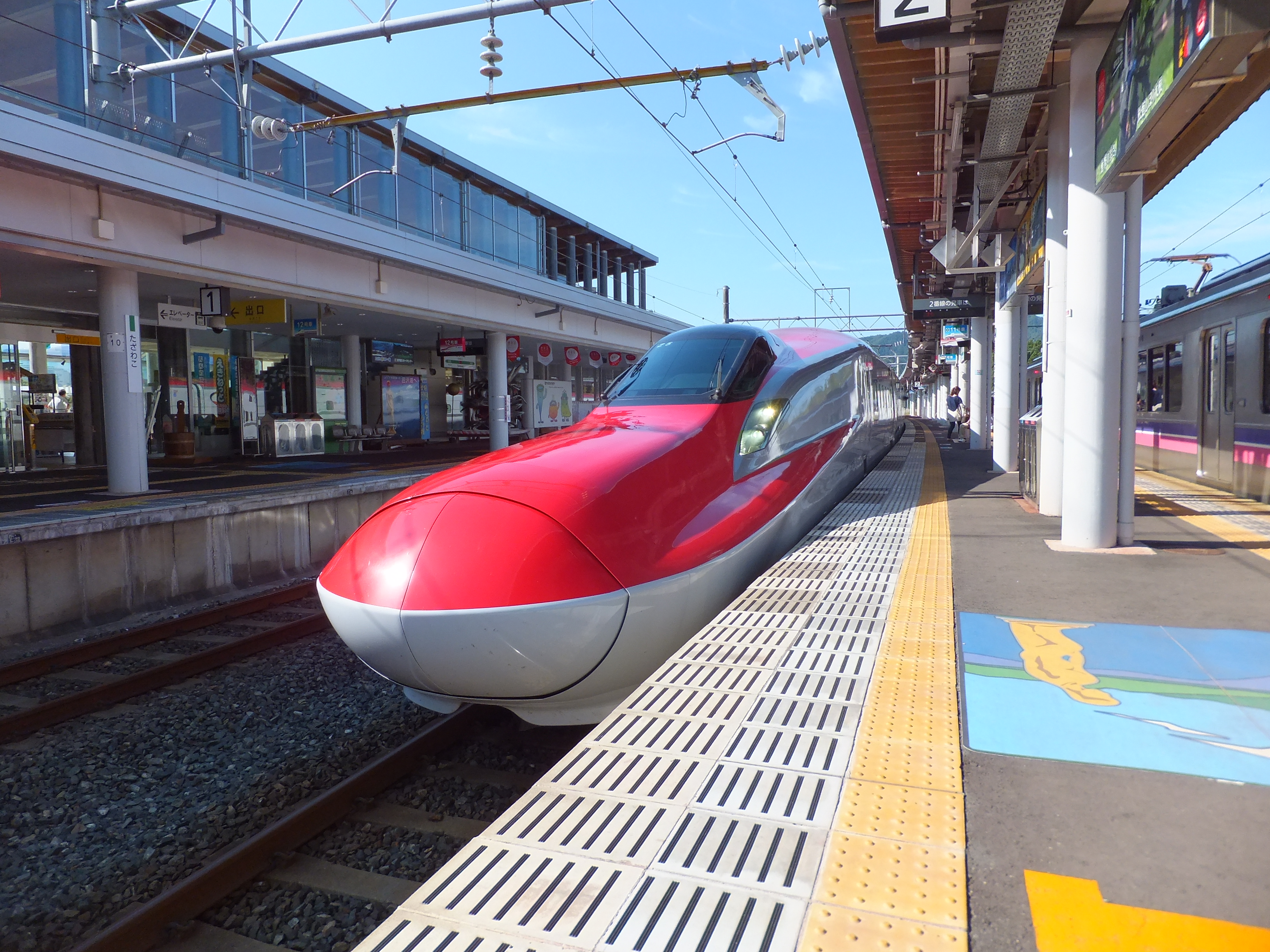
使用作「小町」號的E6系（2013年9月24日攝於 田澤湖車站）
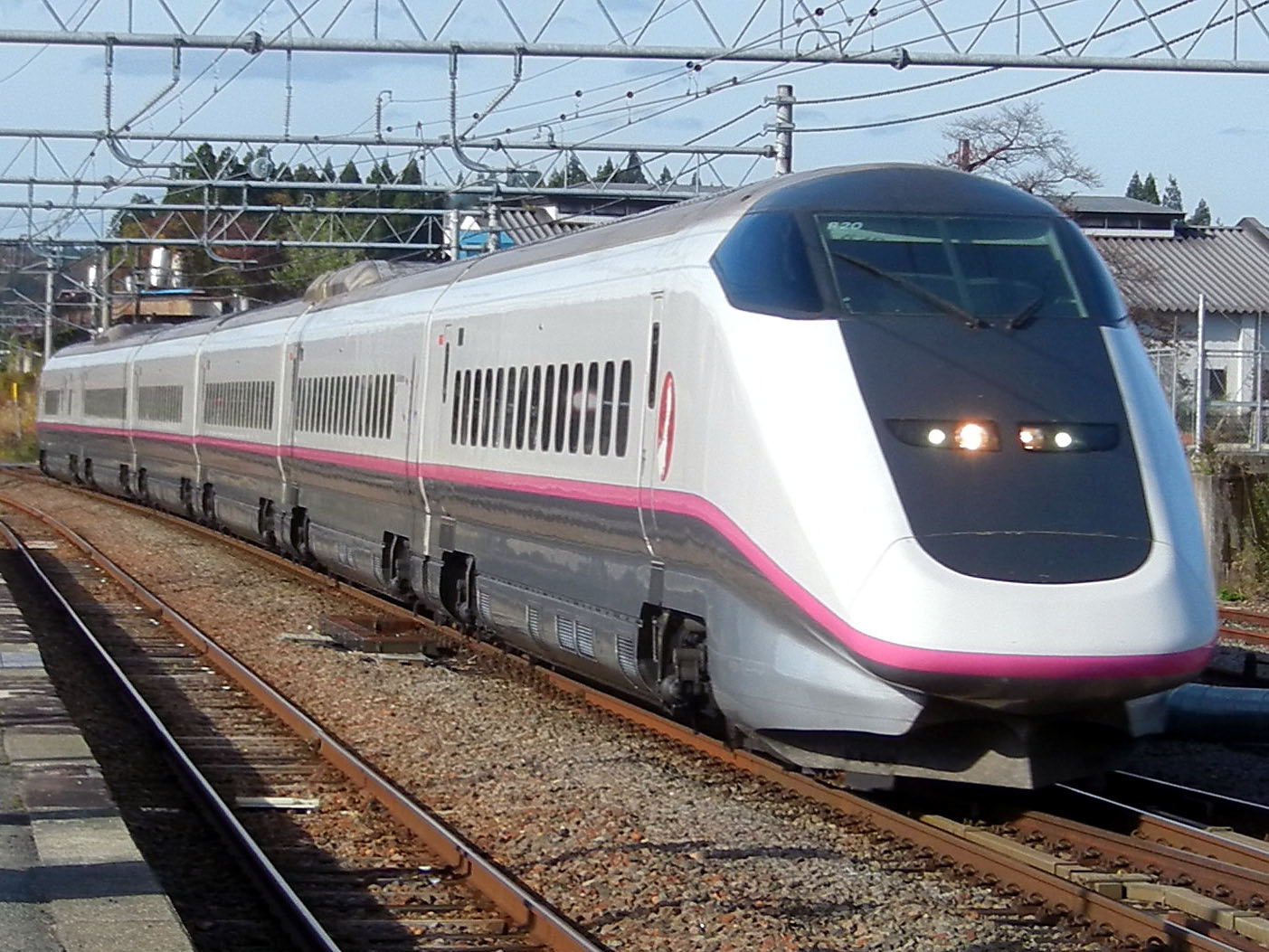
直至2014年使用的E3系（2013年11月攝於 羽後境車站）
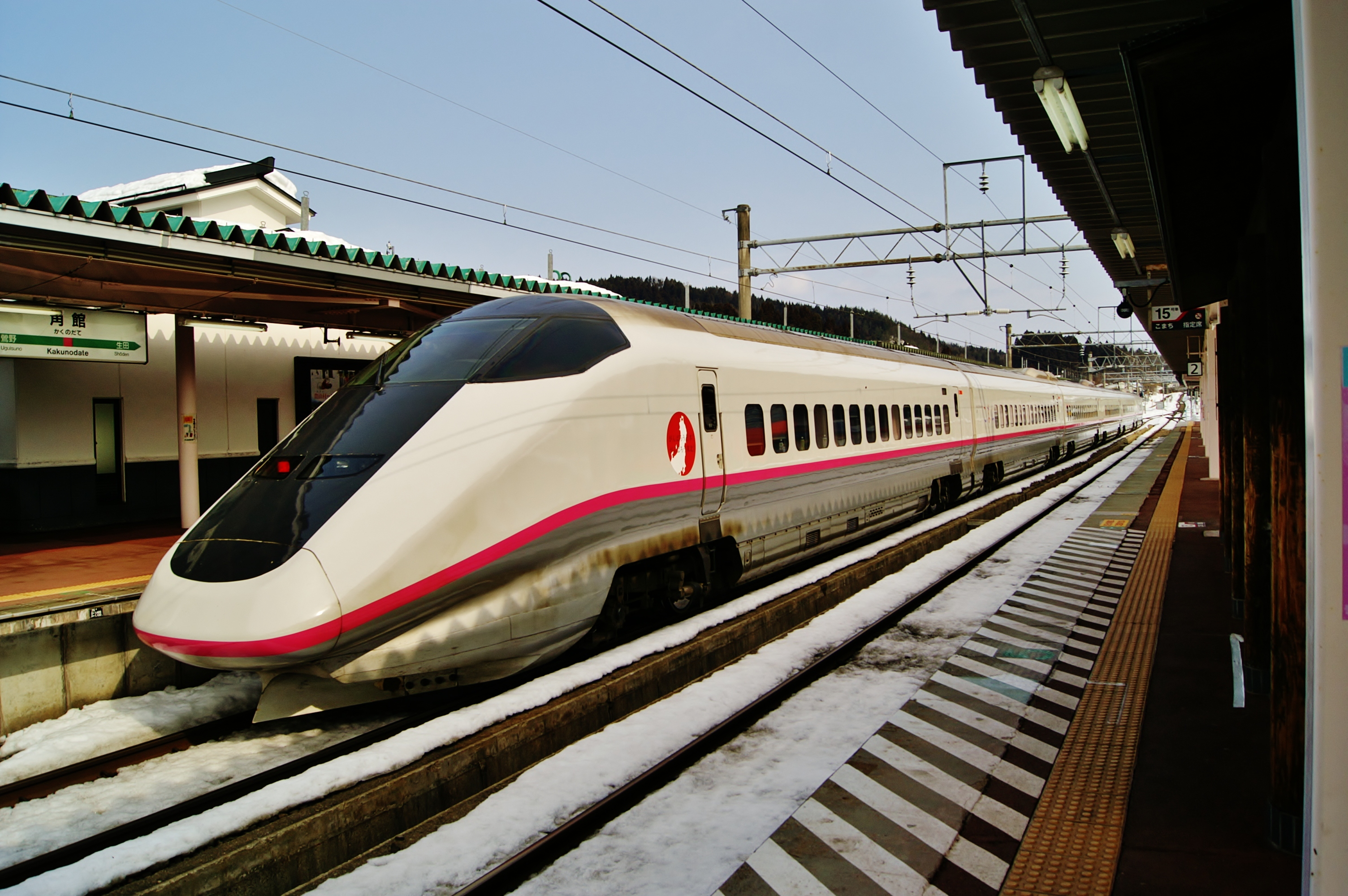
直至2014年使用的E3系（2012年3月攝於 角館車站）

## 外部連結
- 東日本旅客鐵道秋田支社 （页面存档备份，存于）（日語）